# El Piropo
El Piropo va ser una publicació sicalíptica publicada per l'editorial Carceller en 1931, si bé la idea data d'una dècada abans. La seua eixida va ser posterior a la d'una altra publicació semblant, El Chorizo Japonés, que es va publicar entre març i abril de 1915, i va tindre un últim almanac en febrer de 1921. El Piropo va anunciar-se a finals de juny de 1921 com a periódic galant, amb vint pàgines de paper couché editades a sis colors, amb un preu de 15 cèntims de pesseta. El 8 d'octubre de 1921 l'editorial anuncià que endarreria l'aparició del setmanari a causa del gran èxit aconseguit abans d'aparèixer, ja que van distribuir 30.000 exemplars del número zero, que era el límit que la maquinària que disposava l'editorial podia satisfer, però els distribuïdors en demanaren 75.000 exemplars, xifres superiors a les del Chorizo Japonés, l'èxit de la qual va provocar una persecució governamental que va provocar el seu tancament i pèrdues econòmiques per a l'editor.
L'endarreriment de l'aparició del setmanari va precipitar l'aparició del setmanari taurí El Clarín, de gran èxit per a l'editorial, i que va aparèixer la setmana fallera de 1922. Amb l'arribada de la Segona República Espanyola, Carceller pot editar premsa sicalíptica sense por a la censura, i El Piropo veurà la llum, finalment, el 2 de maig de 1931, amb 20 pàgines de text en paper couché i il·lustracions de Tramús, Sade (signatures ambdues d'Enric Pertegás), Joan Pérez del Muro, Oxymel i altres autors. La publicació tindria fama a tot l'Estat espanyol per l'abundansia de carns y escasés de roba. En La Traca del 14 de maig de 1932, un any després de l'aparició definitiva d'El Piropo, s'anunciava l'aparició d'una altra publicació semblant, Bésame, que es complementaria amb almanacs sicalíptics que portaven per nom Fifí o Rojo y Verde, que s'anunciaven com a contenidors de nuus artístics i dels altres.
Durant la seua publicació, El Piropo fou la publicació líder del seu segment de mercat.